# カルダークラフト
カルダークラフト (Caldercraft) は、イギリスの船舶模型メーカー。実物に忠実な帆船や商業船舶のスケールモデルを供給していた。
タグボートのガーノックやイマーラ等、精密な模型を供給していた。現在はJotika社が引き継いでいる。